# Johan Vansummeren
Johan Vansummeren (Lommel, 1981. február 4. –) belga profi kerékpáros. Legnagyobb sikere a 2011-es Párizs-Roubaix megnyerése, ezen kívül 2007-ben megnyerte a Tour de Pologne-t.
2016-ban visszavonult a versenyzéstől.

## Sikerei
2003
- Országúti világbajnokság U23, mezőnyverseny
  -  2. hely

2004
- Vuelta Espana
  - 35., Összetett versenyben

2005
- Tour Down Under
  - 4., Összetett versenyben
  - 3., 2. szakasz
- Tour de France
  - 136., Összetett versenyben

2006
- Tour de France
  - 112., Összetett versenyben
- Tour of Britain
  -  Sprintverseny győztese

2007
- Tour de France
  - 87., Összetett versenyben
- Tour de Pologne
  -  Összetett verseny győztese
  - 1., 7. szakasz

2008
- Párizs–Roubaix
  - 8. hely
- Amstel Gold Race
  - 17. hely
- Tour de France
  - 87., Összetett versenyben
- Pekingi nyári olimpia mezőnyversenye
  - 41. hely

2009
- Tirreno–Adriatico
  - 12., Összetett versenyben
- Párizs–Roubaix
  - 5. hely
- Tour de France
  - 93., Összetett versenyben

2010
- Tour de France
  - 30., Összetett versenyben
  - 7., 3. szakasz

2011
- Párizs–Roubaix
  - 1. hely
- Vuelta Espana
  - 70., Összetett versenyben